# فريسية برازيلية
فريسية برازيلية [بحاجة لمصدر](الاسم العلمي:Vriesea brasiliana) هي نوع من النباتات يتبع جنس الفريسية من الفصيلة البروميلية.